# Boursorama
Boursorama es la filial digital del Grupo Société Générale. Es uno de los actores más importantes en la banca digital en Europa. Boursorama lidera en Francia el ranking de bancos digitales y su portal Boursorama.com es el portal financiero número 1 en aquel país. Boursorama está también presente en Alemania a través de su filial OnVista y en España a través de Self Bank.
En junio de 2015, CaixaBank anunció la venta de su participación del 20,5% en Boursorama a Société Générale. El cierre de esta transacción tendrá lugar una vez se hayan obtenido las autorizaciones administrativas necesarias.